# Parlamentarij
Parlamentarij je centar za posjetitelje Europskog parlamenta. Smješten je u središtu kompleksa Espace Leopold u Bruxellesu. Službeno ga je otvorio 14. listopada 2011. predsjednik Europskog parlamenta Jerzyj Buzek. 
Sastoji se od stalne izložbe sa stotinama multimedijskih komponenta, koje objašnjavaju Europski parlament i druge institucijama Europske unije. Ulaz u Parlamentariji nalazi se na šetalištu Parlamenta.
Svaki posjetitelj opremljen je osobnim multimedijskim vodičem (PMG) koji ga vode kroz izložbu. Svi sadržaji u Parlamentariju dostupni su na 23 jezika Europske unije. Također se održavaju ture za djecu i slijepe / gluhe osobe. Na svakoj instalaciji PMG služi kao ključ i aktivira zaslon na jeziku koji je posjetitelj odabrao te prikazuje informacije i kratke filmove.
Parlamentarij je otvoren sedam dana u tjednu (osim ponedjeljkom ujutro), i ne naplaćuje ulaz.
- općenito planiranje, koncept, dizajn stalne izložbe: Atelier Brueckner, Stuttgart, Njemačka
- medijska proizvodnja: Markenfilm Crossing, Hamburg / Njemačka
- planiranje, koncept dizajn igre uloga: Media Farm, Norveška
- prvi koncept: LORD Cultural Resources Planning & Management Ltd
- grafički dizajn (pod vodstvom Atelier Brueckner): Integral Ruedi Baur, Berlin / Njemačka
- audio-vizualni hardver: Electrosonic Ltd, UK

## Vanjske poveznice
- Službene stranice